# Salpingectomia
Chama-se salpingectomia à retirada das trompas de falópio (tubas uterinas).

## Indicações
- Gravidez ectópica, ou infeccão salpines
- Salpingites (processos inflammatórios) que não respondem a antibioticoterapia).]

## Preparo pré-operatório
- colher urina para exame;
- estar atento a queixas de dor e distensão abdominal;
- verificar sinais vitais;
- jejum de oito horas;
- fazer enteróclise na noite de véspera (quando não houve abdômen agudo);
- tricotomia na região pélvica, inguinal e pubiana;
- assistir psicologicamente.